# Edward Bury
Edward Bury (né le 22 octobre 1794 à Salford – mort le 25 novembre 1858 dans la ville balnéaire de Scarborough), sidérurgiste anglais, est l'un des premiers constructeurs de locomotives.

## Biographie

### Constructeur de locomotives
Fils d'un négociant en bois de charpente, il fréquente l'école de Chester, s'associe dès 1823 à la scierie Gregson and Bury de Toxteth Park, Liverpool, puis se lance en 1826 dans la fonte et les machines à vapeur.
Il établit ses ateliers dans Tabley Street, non loin de ceux de Liverpool and Manchester Railway, mais l'opposition de l'ingénieur de la compagnie ferroviaire, George Stephenson, ne lui permet pas de se développer. Il déménage donc ses ateliers dans Love Lane, le long du canal de Leeds à Liverpool et près des quais de Clarence, d'où le nom de Clarence Foundry and Steam Engine Works. Il débauche James Kennedy (1797–1886), le contremaître de George Stephenson et de Mather, Dixon & Co. comme directeur d'usine. La première locomotive d'Edward Bury, la Dreadnought, aurait dû participer au Concours de Rainhill, mais est disqualifiée par le chronomètre. C'est une machine à essieu en 0-6-0, qui est utilisée quelque temps pour poser du ballast pour la compagnie L&MR, mais dont le train à six roues déplait, et est revendue à Bolton and Leigh Railway en 1831.
Entre-temps, E. Bury épouse le 4 mars 1830 Priscilla Susan Falkner (1799–1872), peintre et botaniste réputée, fille d'un riche négociant de Liverpool.

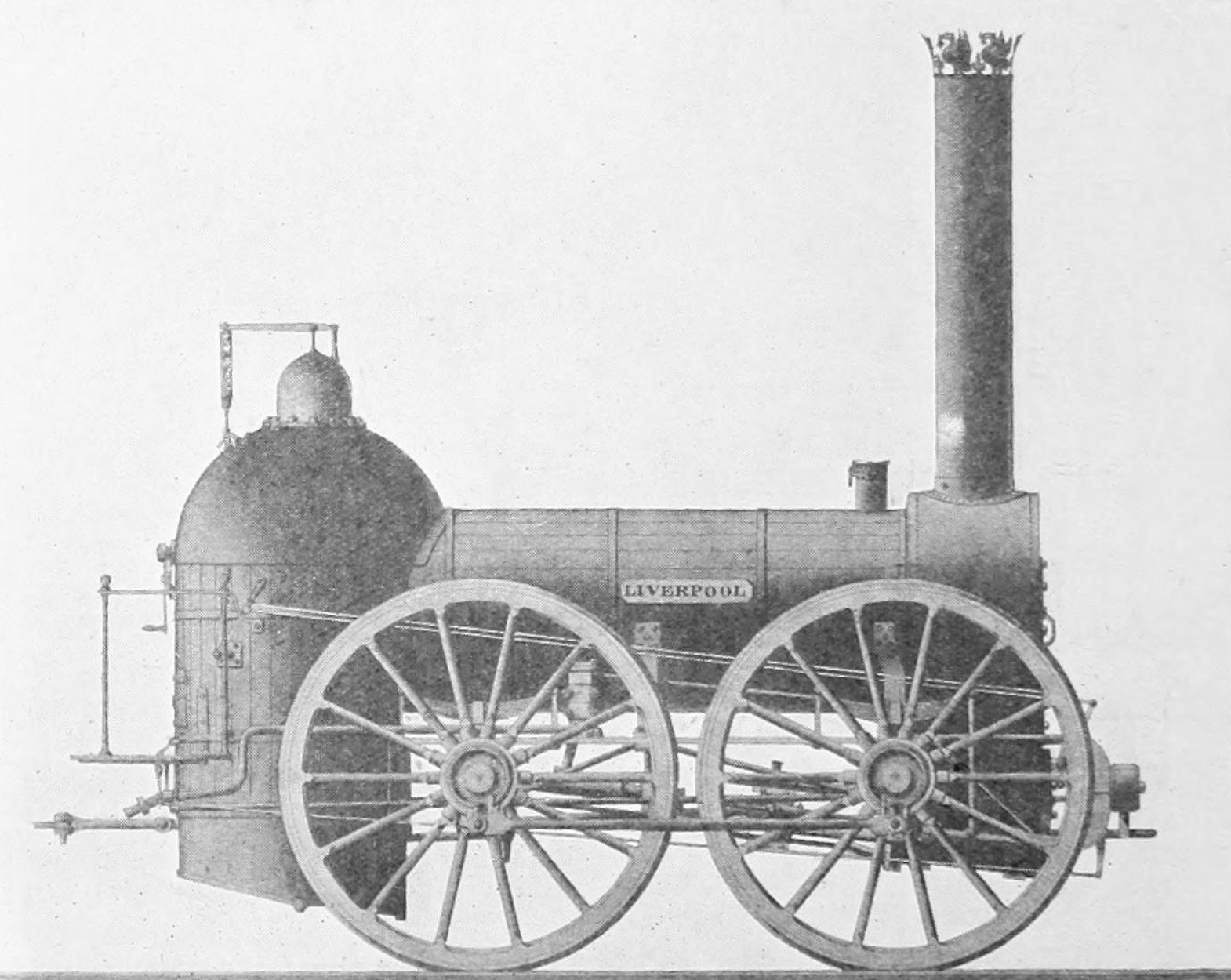
La Liverpool et ses roues de 2 m, proposée à Liverpool & Manchester Railway en 1830.

Sa locomotive suivante, la Liverpool, est donc montée sur quatre roues, mais George Stephenson juge « dangereuse » la taille des roues, de près de 2 m de diamètre. On ramène donc leur diamètre à 1,37 m, et la machine est proposée aux actionnaires de la compagnie Bolton & Leigh. Bury ne parvient pourtant qu'à vendre une seule locomotive de ce type à Liverpool & Manchester Railway.
Cette Liverpool comporte des pistons quasi-horizontaux connectés à une chaudière multitubulaire et un foyer cylindrique fermé en dôme, monté sur un simple treillis à poutrelles de fer forgé entre les roues, plutôt que sur un cadre en charpente raidi par des entretoises métalliques. Ces innovations font école : la plupart des locomotives Bury postérieures adoptent ces dispositions, que d'autres firmes reprennent à travers l'Europe et l'Amérique du Nord.

### Salarié et constructeur
En 1836, Bury passe avec la compagnie London & Birmingham Railway un accord de location : elle financerait la fabrication de ses locomotives, et lui s'engageait à assurer gratuitement leur maintenance, et à garantir un tarif passager de 1 farthing/mile, et un tarif fret 1 demi-penny/ton/mile; les trains de passagers seraient limités à 12 voitures, et leur vitesse n’excéderait pas 36 km/h. Ces conditions s'avèrent toutefois impraticables, et le contrat est rompu d'un accord commun au mois de juillet 1839, Bury acceptant en échange de devenir le salarié de la compagnie, en tant que directeur du Département « Locomotives », avec possibilité de primes en cas de dépassement des objectifs. Bury  n'accepte dans un premier temps que les locomotives à 4 roues ; et des 90 machines à vapeur équipant London & Birmingham Railway, il en a fourni la moitié.
En 1838, Bury accepte de devenir conseiller technique au matériel roulant de la compagnie Birmingham and Gloucester Railway : il fait racheter deux locomotives de seconde main et passe commande de quatre nouvelles locomotives Forrester ; ayant refusé de fournir des locomotives pour le franchissement de la côte de Lickey, on lui passe commande d'un enrouleur à câble de traction motorisé ; mais l'ingénieur de Birmingham and Gloucester Railway, le capitaine Moorsom, prend Bury de vitesse et fournit avant lui non seulement des enrouleurs à câble, mais aussi des locomotives en les commandant aux ateliers américains Norris Locomotive Works.

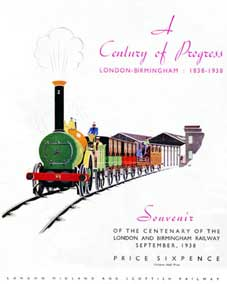
Prospectus du centenaire de la compagnie London and Birmingham Railway (1938) montrant le modèle 2-2-0 d'Edward Bury.

Alors pour augmenter sa capacité d'investissement, Bury prend de nouveaux associés ; son collaborateur James Kennedy, ainsi que Timothy Abraham Curtis et John Verno (1842). Ses talents de mécanicien lui permettent d'être élu à la Royal Society (1844). Il est également affilié à la Royal Astronomical Society, à la Royal Historical Society, et la Smeatonian Society of Civil Engineers qui devient ensuite l'Institution of Civil Engineers.
Quatre ans plus tard, London & Birmingham Railway est absorbée dans la compagnie London & North Western Railway. Bury est confirmé au poste de directeur du matériel roulant du réseau sud, mais démissionne en mars 1847 pour prendre un poste similaire en février suivant, cette fois pour le compte de Great Northern Railway : il y fait si forte impression qu'au mois de juin 1849, il est promu directeur général de la compagnie ; mais une accusation de corruption jette le discrédit sur son action, et il doit démissionner en mars 1850.

### Dernières années
Il emménage en 1852 avec sa famille dans une villa de Sheffield, Hillsborough Hall, où ils vivent jusqu'en 1860 : une plaque commémorative en surmonte aujourd'hui la porte d'entrée. Simultanément, il investit avec Charles Cammell dans une aciérie de Sheffield, et dès 1855 peut ouvrir une seconde aciérie avec son fils, William Tarleton Bury, et un autre associé, John Bedford. Il milite pour la création de trois nouvelles gares : celles de Swindon, Wolverton et Doncaster.
Il se retire en 1858 dans le manoir de Croft Lodge, à Ambleside puis, malade, dans la station balnéaire de Scarborough, où il meurt. Il est enterré dans le cimetière de Dean Road cemetery (concession C 33-9), dans une tombe anonyme.
En 1860, sa veuve fait publier à compte d'auteur sa biographie : Recollections of Edward Bury, Fellow of the Royal Society, Member of the institute of Civil Engineers (...) by his widow.